# Francisco Jose Lahmeyer Bugalho
Francisco Jose Lahmeyer Bugalho (* 26. Juli 1905 in Porto, Portugal; † 29. Januar 1949 in Castelo de Vide, Portugal) war ein portugiesischer Dichter deutscher Abstammung aus dem Kreis der Gruppe der Presença. Er war der Vater des Dichters und Germanisten Cristovam Pavia.
Bugalho wurde als Sohn eines Deutschen und einer Portugiesin in Porto geboren. Er studierte in Coimbra Rechtswissenschaften, wo er sich der literarischen Gruppe Presença anschloss, zu der auch bekannte Autoren wie João Gaspar Simões, José Régio und Branquinho da Fonseca gehörten. Mit Regio verband ihn eine lebenslange Freundschaft. 
Später zog er auf die Quinta dos Palmeiras bei Castelo de Vide. Dort lebte er als Standesbeamter im nahen Castelo de Vide und mit seiner Frau und dem einzigen Kind, dem späteren Dichter Cristovam Pavia.
Als Dichter hatte er diverse Veröffentlichungen in Magazinen und Zeitschriften, seine ersten im Jahr 1929. 1931 folgte das erste Buch, der Gedichtband Margens, weitere Gedichtbände folgten. In seinem Werk spielte die Wahrheit und Intimität des Künstlers eine große Rolle, er wurde auch als der „melancholische Dichter des Alentejo“ bezeichnet.